# Sebastián Eguren
Sebastián Eguren Ledesma (Montevideo, 8 januari 1981) is een Uruguayaanse voetballer die sinds 2012 voor het Paraguayaanse Club Libertad speelt.

## Clubcarrière
Eguren begon zijn carrière in zijn vaderland, bij Montevideo Wanderers en Club Nacional de Football. Op 12 februari 2004 werd hij betrapt op het gebruik van cocaïne en geschorst voor zes maanden.
Nadat hij even voor Rosenborg had gespeeld, kwam Eguren terecht bij Hammarby. Vanwege zijn strijdlust werd hij al snel een populaire speler. Op 30 januari 2008 werd hij uitgeleend aan Villarreal. Hier werd hij al snel basisspeler naast Marcos Senna en aan het einde van het seizoen werd hij definitief overgenomen door de club. Vervolgens scoorde hij tijdens het seizoen 2008/09 zijn eerste goal voor de club. Dit gebeurde tegen Getafe, tijdens een 3-3 gelijkspel, nadat de Madrilenen met 3-0 hadden voorgestaan. In de terugronde van 2009-2010 werd hij verhuurd aan AIK Stockholm.

## Interlandcarrière
Tijdens de Copa América 2001 maakte Eguren zijn debuut voor Uruguay. Tegen Bolivia kwam hij in de 63e minuut in het veld voor Rodrigo Lemos en later zou hij tijdens dat toernooi nog twee wedstrijden spelen. Op 28 mei 2008 maakte hij tegen Noorwegen zijn eerste goal voor zijn vaderland.

## Erelijst

### Uruguay
- FIFA WK 2010: 4de plaats